# Boccaccio Boccaccino

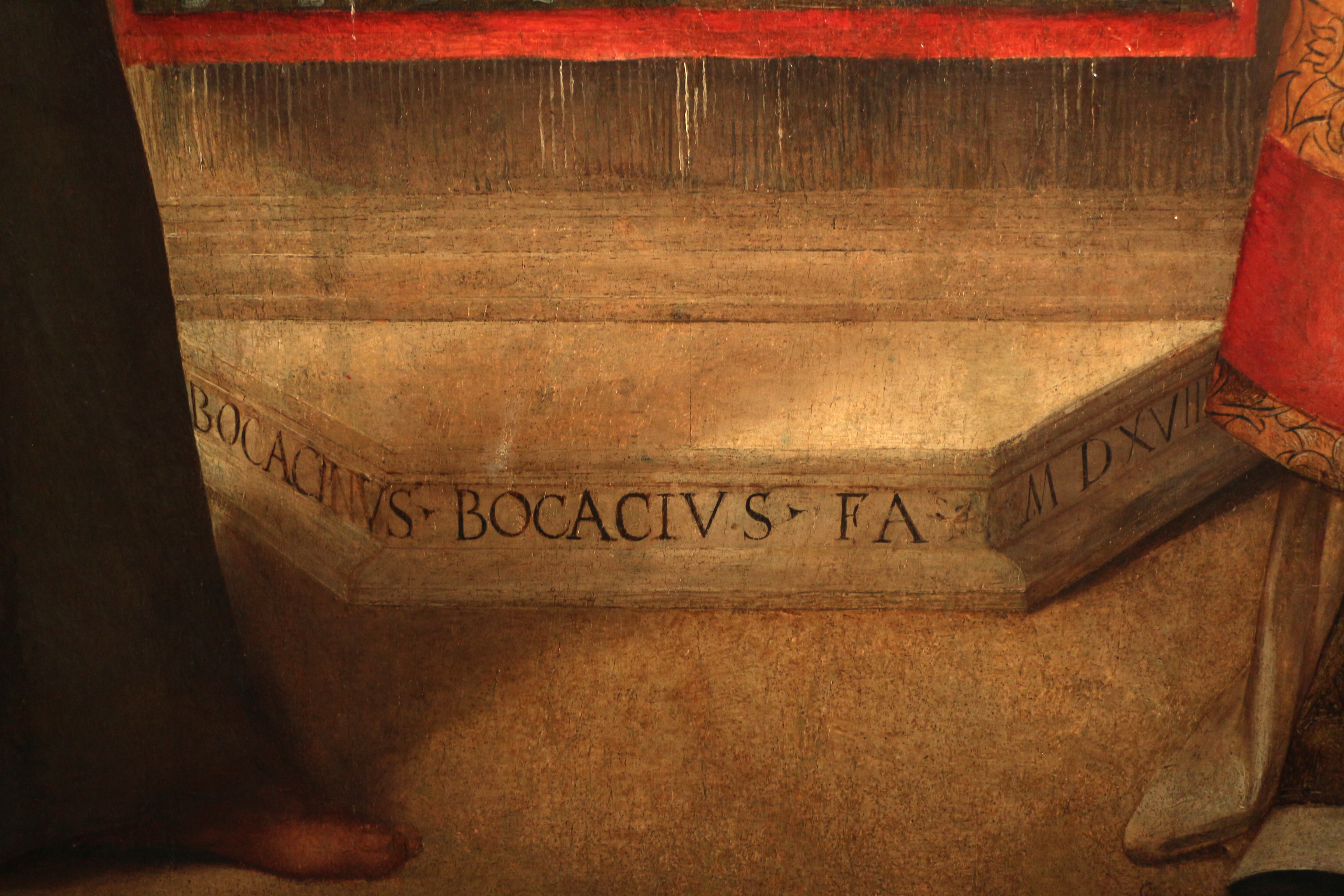
Boccaccio Boccaccino, Signatur auf Altarbild mit der Madonna und zwei Heiligen, 1518, Museo Civico Ala Ponzone

Boccaccio Boccaccino (* vor dem 22. August 1467 in Ferrara; † 1524 oder Anfang 1525 in Cremona) war ein in Ferrara, Cremona, Venedig und Rom tätiger Maler des späten 15. und frühen 16. Jahrhunderts. 

## Leben
Boccaccio war Sohn des in Ferrara erfolgreichen Stickers Antonio de Bochacis. Er ging möglicherweise in seiner Geburtsstadt Ferrara bei Ercole de’ Roberti in die Lehre und orientierte sich später an venezianischen und mittelitalienischen Malern wie Giovanni Bellini, Giorgione, Pietro Perugino und Francesco Francia. Zu seinen ersten größeren Aufträgen zählten die Fresken in der Kirche Sant'Agostino in Cremona von 1497 und in der Kathedrale von Ferrara im Jahr 1503. Für den Dom von Cremona schuf er zwischen 1515 und 1519 Fresken mit Darstellungen aus dem Neuen Testament. Nach Aufenthalten in Venedig und Rom kehrte er in den 1520er Jahren nach Cremona zurück.
Sein Sohn Camillo Boccaccino war ebenfalls Maler.

## Werke
- Christus und Heilige, 1506, Fresko in der Apsis des Doms von Cremona, 1100 × 2200 cm
- Szenen aus dem Leben der Jungfrau Maria, 1515–1518, neun Wandbilder, Fresko, je 350 × 600 cm, Dom von Cremona
- Verkündigung, 1507, Wandbild, Fresko, 295 × 825 cm, Dom von Cremona
- Marientod, 1490/1495, 174 × 200 cm, Pinacoteca di Ferrara
- „La Zingarella“, 1504/1505[1], 23 × 18 cm, Uffizien, Florenz
- Gang nach Golgotha, um 1500, 135 × 135 cm, National Gallery, London
- Anbetung der Hirten, 1513, 124 × 100 cm, Galleria Nazionale, Palazzo di Capodimonte, Neapel
- Vermählung der Hl. Katherina, 1508/1509, 265 × 160 cm, Gallerie dell’Accademia, Venedig

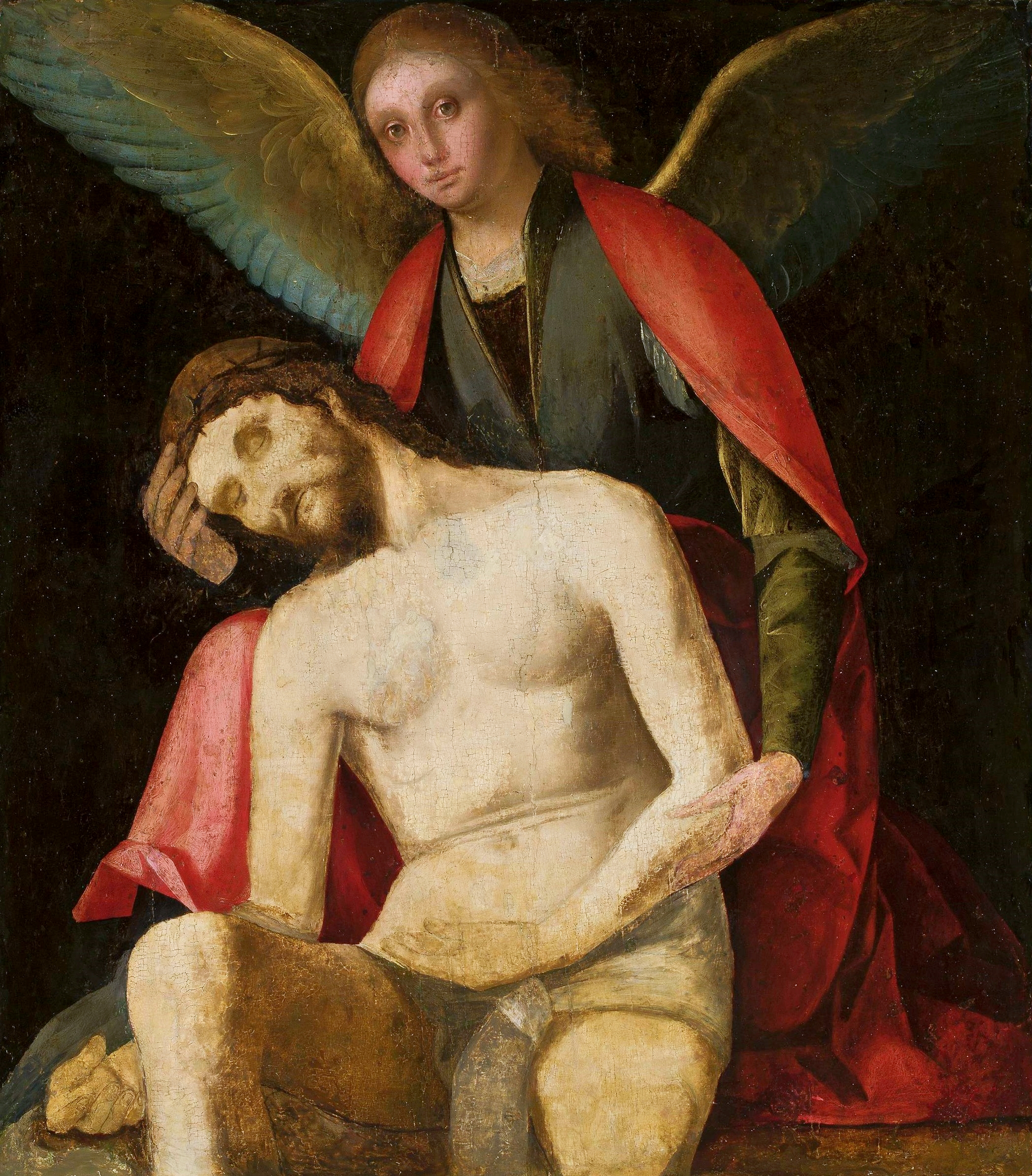
Pietà (Ende des 15. Jahrhunderts)
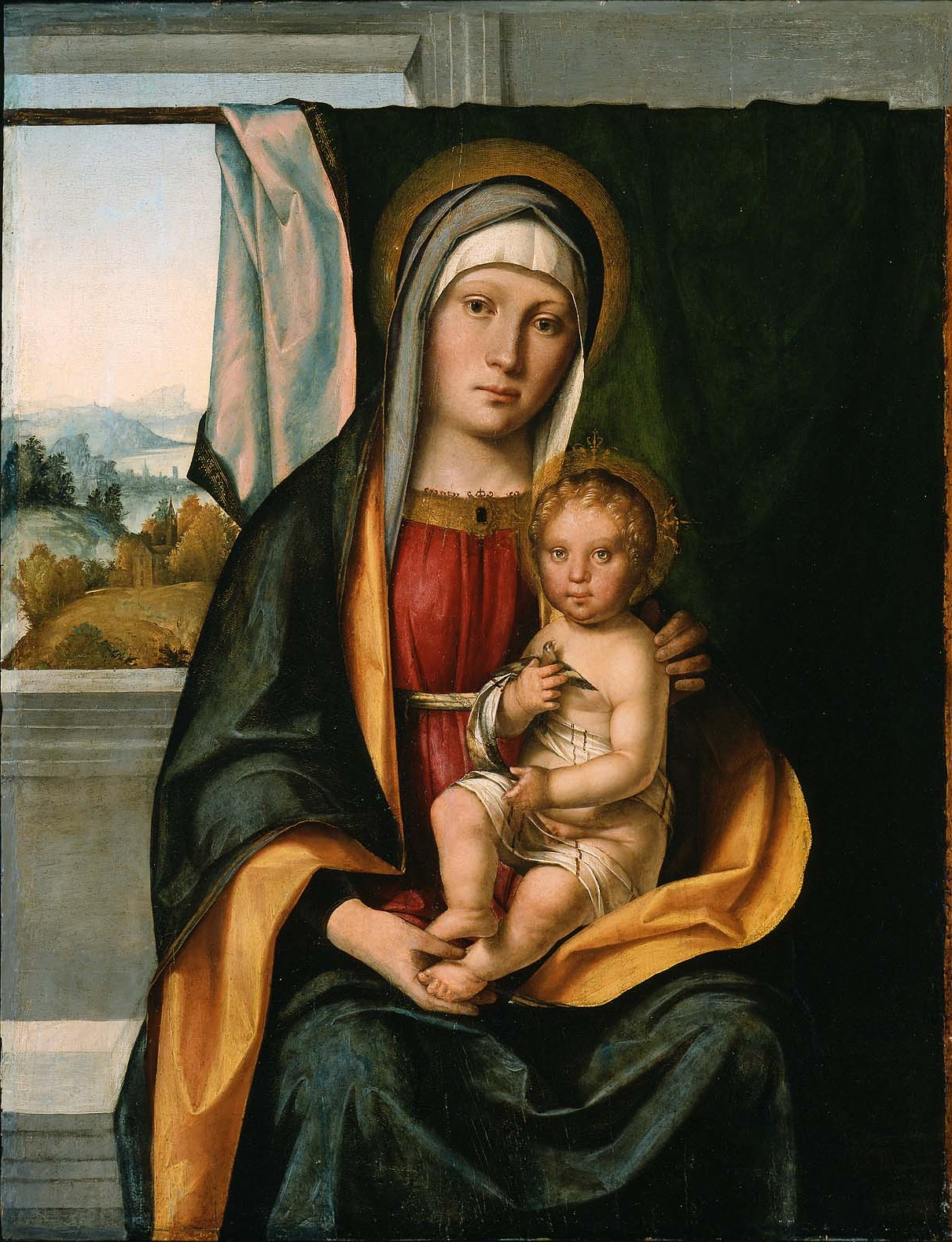
Maria mit Kind (zwischen 1500 und 1505)
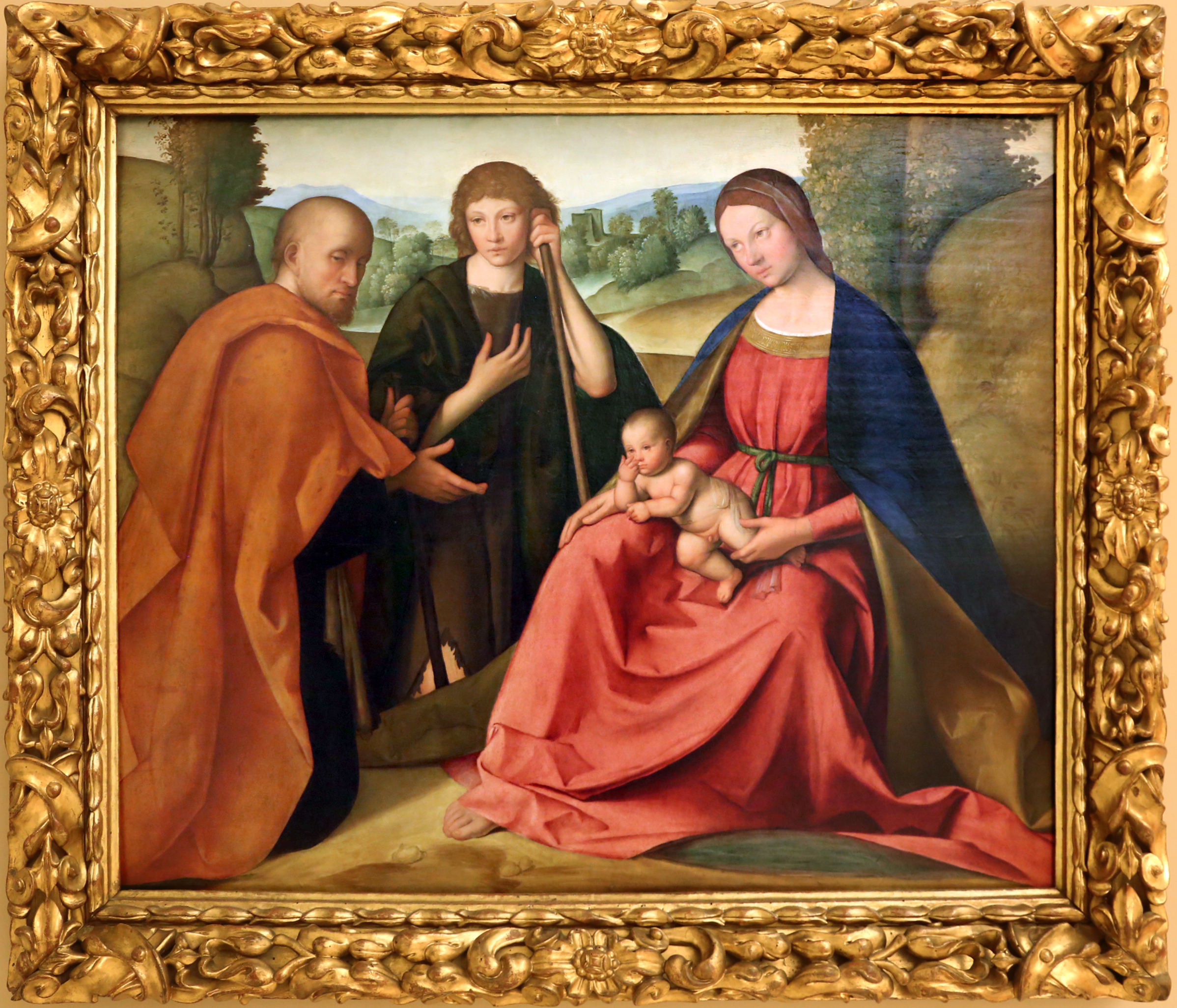
Anbetung durch Hirten (ca. 1501)
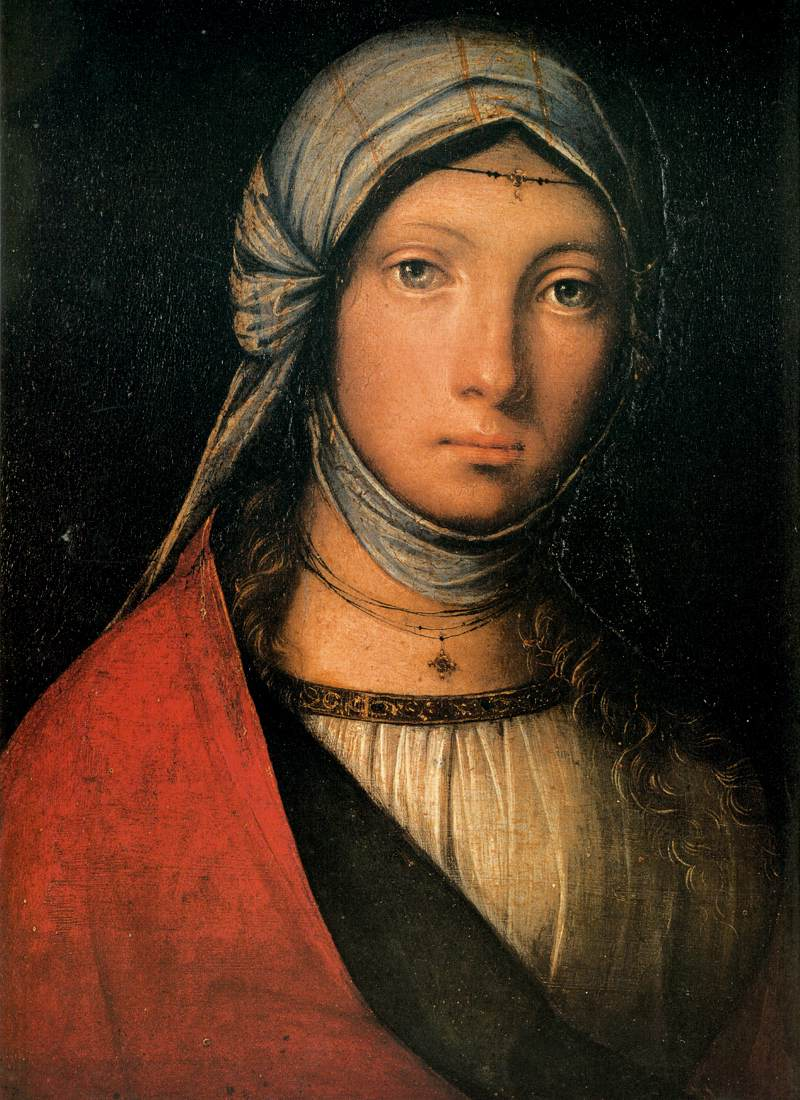
„La Zingarella“ (ca. 1504)
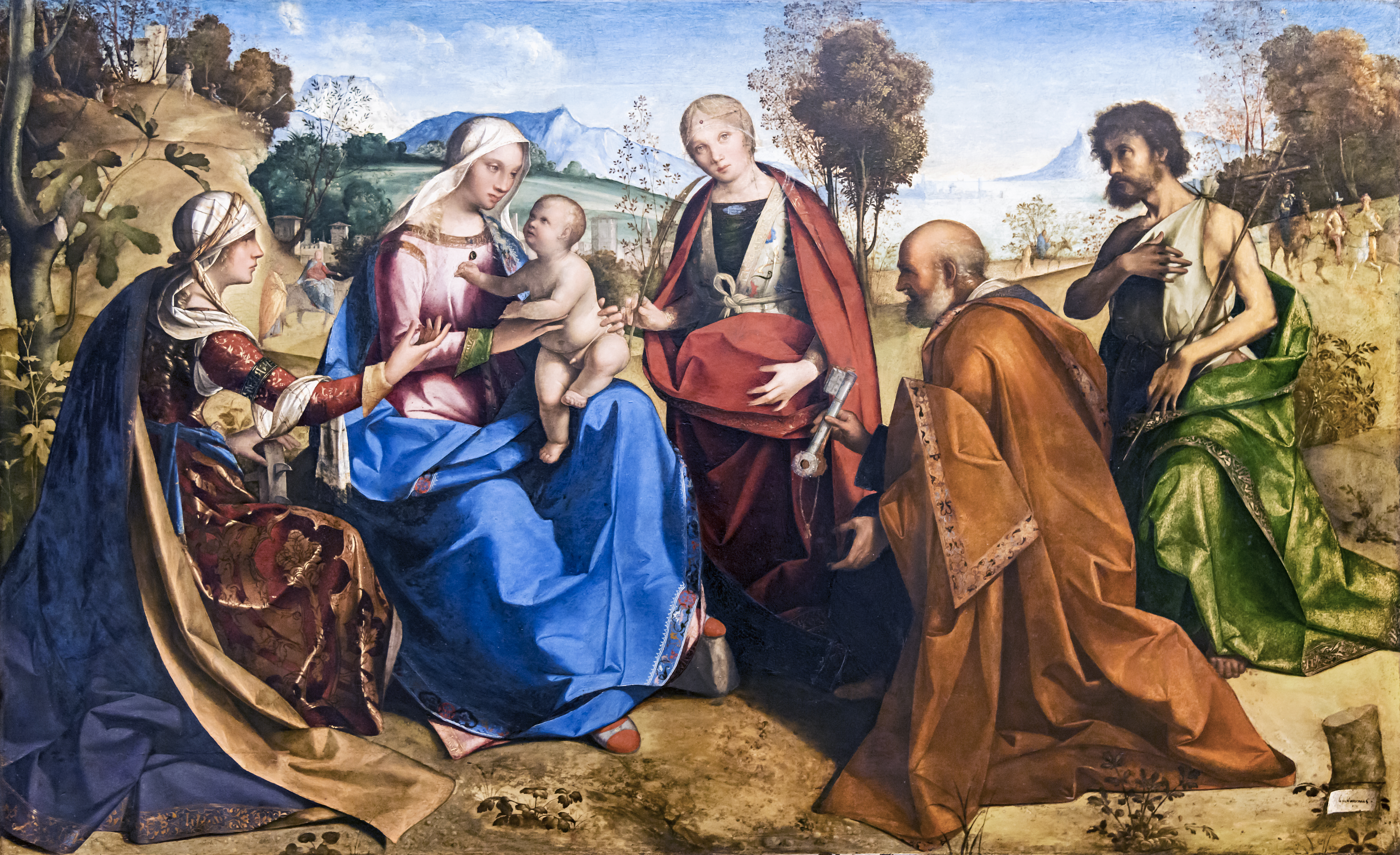
Mystische Hochzeit der Heiligen Katharina (ca. 1505)